# Anna Ostroumova-Lebedeva
Anna Petrovna Ostroumova-Lebedeva (en russe : Анна Петровна Остроумова-Лебедева), née le 5 mai 1871 (17 mai dans le calendrier grégorien) à Saint-Pétersbourg et morte le 5 mai 1955 à Leningrad, est une artiste russe et soviétique, graveur, peintre et graphiste.

## Biographie
Le père d'Anna Ostroumova est un haut fonctionnaire russe. De 1889 à 1892, elle fréquente l'École centrale de dessin technique Stieglitz et continue sa formation jusqu'en 1900 à l'Académie russe des beaux-arts à Saint-Pétersbourg où elle a pour professeurs le graveur Vassili Mate et les peintres Ilia Répine et Pavel Tchistiakov. Elle présente quatorze gravures et obtient le titre d'artiste.
À Paris, durant les années 1898 et 1899, elle travaille dans l'atelier de James Whistler. En 1899, elle participe avec d'autres étudiants à plusieurs activités qui conduisent à la création de l'association d'artistes Mir iskousstva.
Anna Ostroumova épouse en 1905 le chimiste Sergueï Vassilievitch Lebedev, qui est le premier à synthétiser le caoutchouc sur une base industrielle.
De 1918 à 1922, elle enseigne à l'Institut de photographie et de technologie photographique et, après 1934, à l'Académie russe des beaux-arts. Pendant la Seconde Guerre mondiale, elle vit le siège de Léningrad et crée des œuvres graphiques sur les conditions de vie dans la ville au cours de cette période. Elle sera décorée de la médaille pour la Défense de Léningrad.
Elle relance l'art de la gravure en Russie dans la première moitié du XXe siècle. Elle pratique également la xylographie, la lithographie et l'aquarelle. Elle est une portraitiste talentueuse (un portrait de Maximilian Volochine est exposé à Saint-Pétersbourg, au musée Russe.
Anna Ostroumova-Lebedeva a également illustré plusieurs livres. Son œuvre est récompensée par l'ordre du Drapeau rouge du Travail.
Morte à Leningrad, l'artiste est inhumée au cimetière Tikhvine.

## Galerie

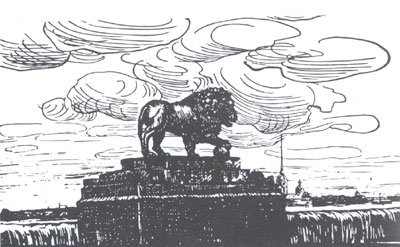
Illustration du Cavalier de bronze d'Alexandre Pouchkine, 1901
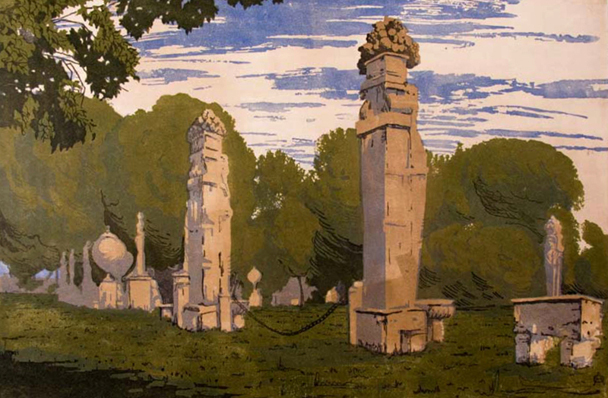
Villa Borghèse, 1904
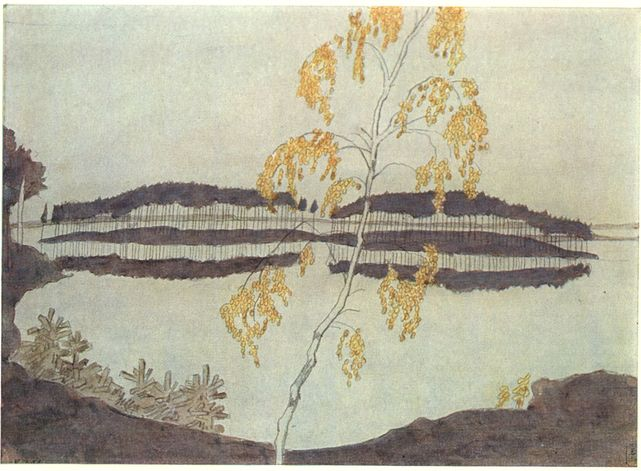
Deux îles et un bouleau, 1908
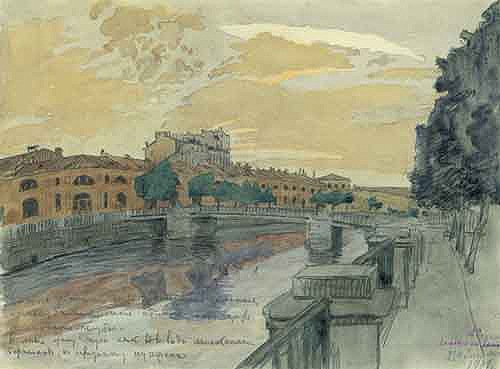
Castel Litovsky, 1909
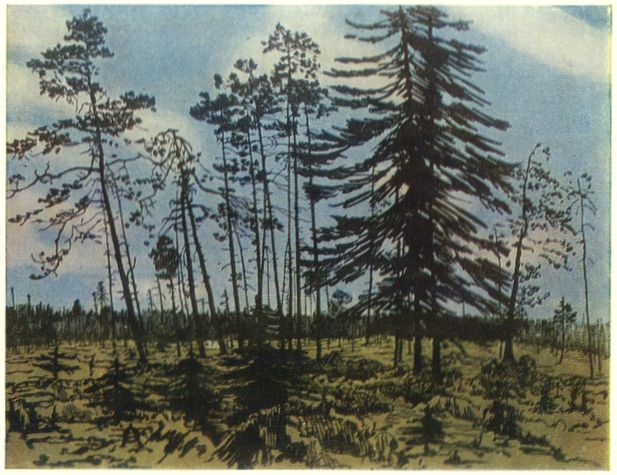
En Finlande, 1910
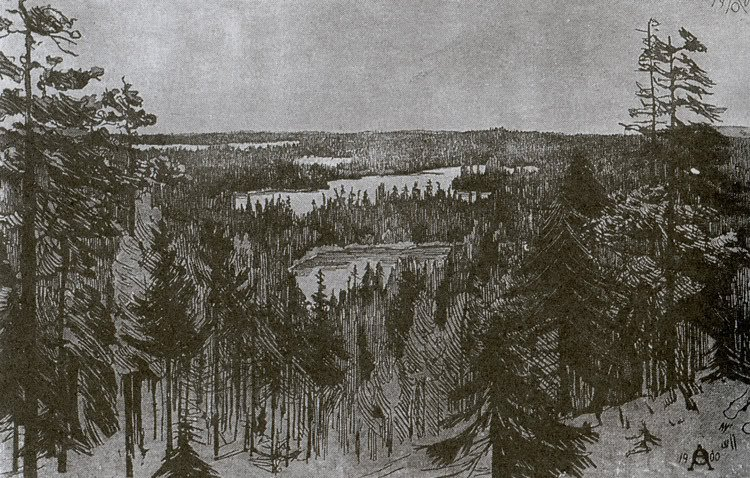
En Finlande, lithographie, 1910
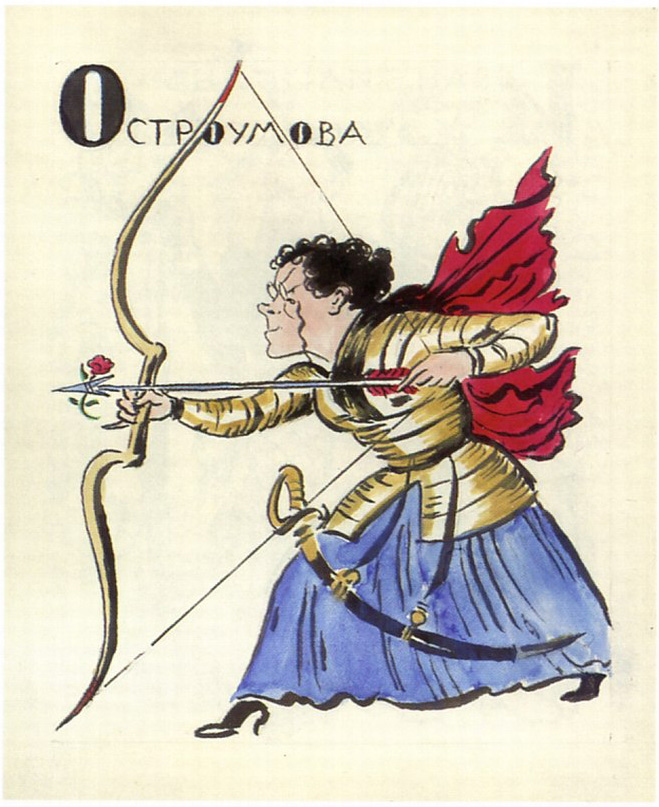
Azbuka Mir iskousstva, 1911
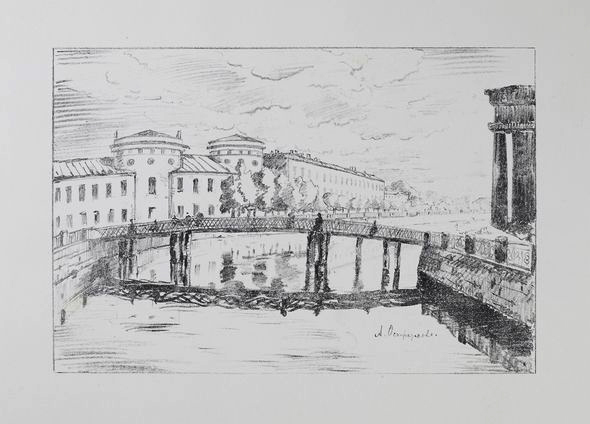
Castel Litovsky, lithographie, 1922